# Olimpiai hatodik helyezett magyar sportolók listája
Magyarország olimpiai hatodik helyezettjei azok a sportolók, akik a nyári vagy téli olimpiai játékokon a magyar csapat tagjaként a hatodik helyen végeztek.
A magyar versenyzők a nyári olimpiai játékokon 129 darab, a téli olimpiai játékokon 4 darab hatodik helyezést értek el.
| Ábécé szerinti tartalomjegyzék                                                                           |
| --- |
| A, Á B C Cs D Dz Dzs E, É F G Gy H I, Í J K L Ly M N Ny O, Ó Ö, Ő P Q R S Sz T Ty U, Ú Ü, Ű V W X Y Z Zs |

## A, Á
| Ábrahám Minna  | 2024, Párizs    | úszás         | női 4 × 200 m gyors     |  |
| Adolf Balázs   | 2024, Párizs    | kajak-kenu    | férfi kenu kettes 500 m |  |
| Ágh István     | 1992, Barcelona | sportlövészet | férfi szabadpisztoly    |  |
| Albek Anna     | 2024, Párizs    | kézilabda     | női torna               |  |
| Almássy Zsuzsa | 1968, Grenoble  | műkorcsolya   | női egyéni              |  |
| Ambrózi Jenő   | 1972, München   | súlyemelés    | férfi 67,5 kg           |  |
| Ambrus Mariann | 1976, Montreal  | evezés        | női egypár              |  |

## B
| Bácsalmási Péter     | 1936, Berlin      | atlétika      | férfi rúdugrás               |  |
| Badó Rajmund         | 1928, Amszterdam  | birkózás      | férfi kötöttfogás +82,5 kg   |  |
| Bagócs János         | 1968, Mexikóváros | súlyemelés    | férfi 67,5 kg                |  |
| Bakó Zoltán          | 1972, München     | kajak-kenu    | férfi kajak négyes 1000 m    |  |
| Balázs Bernadett     | 1992, Barcelona   | torna         | női összetett csapat         |  |
| Balog Ildikó         | 1992, Barcelona   | torna         | női összetett csapat         |  |
| Bartalos Béla        | 1976, Montreal    | kézilabda     | férfi torna                  |  |
| Bártfai Krisztián    | 1992, Barcelona   | kajak-kenu    | férfi kajak kettes 1000 m    |  |
| Bártfai Krisztián    | 1996, Atlanta     | kajak-kenu    | férfi kajak kettes 500 m     |  |
| Bata Ilona           | 1980, Moszkva     | evezés        | női kétpárevezős             |  |
| Battai Sugár Katinka | 2024, Párizs      | vívás         | női kard csapat              |  |
| Bedekovics Tibor     | 1960, Róma        | evezés        | férfi kormányos négyes       |  |
| Bednarik Teréz       | 1980, Moszkva     | evezés        | női kormányos nélküli kettes |  |
| Bencze Lajos         | 1948, London      | birkózás      | férfi kötöttfogás, 57 kg     |  |
| Bencze Lajos         | 1952, Helsinki    | birkózás      | férfi szabadfogás, 57 kg     |  |
| Benedek Gábor        | 1956, Melbourne   | öttusa        | férfi egyéni                 |  |
| Benedek Tibor        | 1992, Barcelona   | vízilabda     | férfi torna                  |  |
| Berzicza Tamás       | 1996, Atlanta     | birkózás      | férfi kötöttfogás, 74 kg     |  |
| Biró László          | 1980, Moszkva     | birkózás      | férfi szabadfogás, 48 kg     |  |
| Bóbis Ildikó         | 1976, Montreal    | vívás         | női tőr egyéni               |  |
| Bognár Richárd       | 2012, London      | sportlövészet | férfi dupla trap             |  |
| Bodó Gábor           | 1964, Tokió       | röplabda      | férfi torna                  |  |
| Bordás Réka          | 2024, Párizs      | kézilabda     | női torna                    |  |
| Borkai Zsolt         | 1988, Szöul       | torna         | férfi összetett csapat       |  |
| Buday Ferenc         | 1976, Montreal    | kézilabda     | férfi torna                  |  |
| Böde-Bíró Blanka     | 2024, Párizs      | kézilabda     | női torna                    |  |

## C
| Czafik Béla  | 1964, Tokió   | röplabda | férfi torna            |  |
| Czene Attila | 1996, Atlanta | úszás    | férfi 4 × 100 m vegyes |  |

## Cs
| Cseh László          | 2004, Athén     | úszás         | férfi 100 m hát        |  |
| Csépe Gabriella      | 1992, Barcelona | úszás         | női 100 m mell         |  |
| Csikány József       | 1964, Tókio     | úszás         | férfi 4 × 100 m vegyes |  |
| Csollány Szilveszter | 1992, Barcelona | torna         | férfi gyűrű            |  |
| Csonka Zsófia        | 2012, London    | sportlövészet | női sportpisztoly      |  |

## D
| Danÿ Margit               | 1928, Amszterdam | vívás                      | női tőr egyéni          |  |
| Dara Eszter               | 2008, Peking     | úszás                      | női 4 × 200 m gyors     |  |
| Darázs Rózsa              | 2014, Szocsi     | rövidpályás gyorskorcsolya | női 3000 méter váltó    |  |
| Dávid Magdolna            | 1960, Róma       | úszás                      | női 4 × 100 m vegyes    |  |
| Debreczeni-Klivinyi Kinga | 2024, Párizs     | kézilabda                  | női torna               |  |
| Demény László             | 1980, Moszkva    | vívás                      | férfi tőr csapat        |  |
| Deutsch Tamás             | 1992, Barcelona  | úszás                      | férfi 4 × 100 m vegyes  |  |
| Deutsch Tamás             | 1996, Atlanta    | úszás                      | férfi 4 × 100 m vegyes  |  |
| Dobai Gyula               | 1964, Tokió      | úszás                      | férfi 4 × 100 m vegyes  |  |
| Dóczi István              | 1992, Barcelona  | vízilabda                  | férfi torna             |  |
| Donáth Ferenc             | 1976, Montreal   | torna                      | férfi nyújtó            |  |
| Donáth Ferenc             | 1980, Moszkva    | torna                      | férfi lólengés          |  |
| Drávucz Rita              | 2004, Athén      | vízilabda                  | női torna               |  |
| Dudás Miklós              | 2012, London     | kajak-kenu                 | férfi kajak egyes 200 m |  |
| Dzvonyár János            | 1980, Moszkva    | úszás                      | férfi 4 × 100 m vegyes  |  |

## E
| Eckschmiedt Sándor | 1972, München  | atlétika | férfi kalapácsvetés  |  |
| Egervári Márta     | 1976, Montreal | torna    | női lóugrás          |  |
| Egerváry Márta     | 1960, Róma     | úszás    | női 4 × 100 m vegyes |  |
| Elek Margit        | 1948, London   | vívás    | női tőr egyéni       |  |

## F
| Fábián László     | 1988, Szöul    | vívás      | férfi párbajtőr csapat |  |
| Fajkusz Csaba     | 1988, Szöul    | torna      | férfi összetett csapat |  |
| Fekete József     | 1952, Helsinki | torna      | férfi összetett csapat |  |
| Flórián Tibor     | 1964, Tokió    | röplabda   | férfi torna            |  |
| Földi Imre        | 1960, Róma     | súlyemelés | férfi légsúly          |  |
| Füzi-Tóvizi Petra | 2024, Párizs   | kézilabda  | női torna              |  |

## G
| Gál Róbert       | 2004, Athén    | torna      | férfi lóugrás          |  |
| Gálos László     | 1964, Tokió    | röplabda   | férfi torna            |  |
| Gazsó Alida Dóra | 2024, Párizs   | kajak-kenu | női kajak egyes 500 m  |  |
| Gécsek Tibor     | 1988, Szöul    | atlétika   | férfi kalapácsvetés    |  |
| Gubányi Ernő     | 1976, Montreal | kézilabda  | férfi torna            |  |
| Guczoghy György  | 1988, Szöul    | torna      | férfi összetett csapat |  |
| Gulrich József   | 1964, Tokió    | úszás      | férfi 4 × 100 m vegyes |  |
| Güttler Károly   | 1996, Atlanta  | úszás      | férfi 4 × 100 m vegyes |  |

## Gy
| Gyöngyösi András      | 1992, Barcelona | vízilabda  | férfi torna              |  |
| Győre Anett           | 2004, Athén     | vízilabda  | női torna                |  |
| Győri-Lukács Viktória | 2024, Párizs    | kézilabda  | női torna                |  |
| Gyulay Zsolt          | 1996, Atlanta   | kajak-kenu | férfi kajak kettes 500 m |  |

## H
| Hajdu Jonatán    | 2024, Párizs         | kajak-kenu                 | férfi kenu kettes 500 m |  |
| Hanzély Ákos     | 1996, Atlanta        | öttusa                     | férfi egyéni            |  |
| Hanzlik János    | 1972, München        | súlyemelés                 | férfi nehézsúly         |  |
| Hargitay András  | 1972, München        | úszás                      | férfi 200 m pillangó    |  |
| Hartmann Cecília | 1952, Helsinki       | kajak-kenu                 | női kajak egyes 500 m   |  |
| Hegedűs Ferenc   | 1988, Szöul          | vívás                      | férfi párbajtőr csapat  |  |
| Heidum Bernadett | 2014, Szocsi         | rövidpályás gyorskorcsolya | női 3000 méter váltó    |  |
| Hormay Adrienn   | 1996, Atlanta        | vívás                      | női párbajtőr egyéni    |  |
| Hornyák Ferenc   | 1980, Moszkva        | súlyemelés                 | férfi lepkesúly         |  |
| Horváth Kinga    | 1992, Barcelona      | torna                      | női összetett csapat    |  |
| Horváth Péter    | 1992, Barcelona      | úszás                      | férfi 4 × 100 m vegyes  |  |
| Horváth Péter    | 1996, Atlanta        | úszás                      | férfi 4 × 100 m vegyes  |  |
| Horváth Zsolt    | 1988, Szöul          | torna                      | férfi összetett csapat  |  |
| Hosszú Katinka   | 2016, Rio de Janeiro | úszás                      | női 4 × 200 m gyors     |  |
| Huszár Erika     | 2010, Vancouver      | rövidpályás gyorskorcsolya | női 1500 m              |  |
| Huszka Mihály    | 1960, Róma           | súlyemelés                 | férfi könnyűsúly        |  |
| Huszka Mihály    | 1964, Tokió          | súlyemelés                 | férfi váltósúly         |  |

## I
| Imre Géza      | 1996, Atlanta | vívás    | férfi párbajtőr csapat |  |
| Ináncsi Rita   | 1996, Atlanta | atlétika | női hétpróba           |  |
| Ivancsó Vilmos | 1964, Tokió   | röplabda | férfi torna            |  |

## J
| Jakabos Zsuzsanna | 2008, Peking         | úszás                      | női 4 × 200 m gyors |  |
| Jakabos Zsuzsanna | 2016, Rio de Janeiro | úszás                      | női 4 × 200 m gyors |  |
| Jánosi Ferenc     | 1964, Tokió          | röplabda                   | férfi torna         |  |
| Janovszki László  | 1976, Montreal       | kézilabda                  | férfi torna         |  |
| Janurik Kinga     | 2024, Párizs         | kézilabda                  | női torna           |  |
| Jászapáti Petra   | 2018, Phjongcshang   | rövidpályás gyorskorcsolya | női 1500 m          |  |

## K
| Kácsor Gréta       | 2024, Párizs         | kézilabda                  | női torna                     |  |
| Kaczander Ágnes    | 1972, München        | úszás                      | női 200 m mell                |  |
| Kangyerka Antal    | 1964, Tokió          | röplabda                   | férfi torna                   |  |
| Kapás Boglárka     | 2012, London         | úszás                      | női 800 m gyors               |  |
| Kapás Boglárka     | 2016, Rio de Janeiro | úszás                      | női 4 × 200 m gyors           |  |
| Karácsony Gyula    | 1988, Szöul          | sportlövészet              | férfi szabadpisztoly          |  |
| Karczag Tibor      | 1992, Barcelona      | súlyemelés                 | férfi 56 kg                   |  |
| Keleti Ágnes       | 1952, Helsinki       | torna                      | női összetett egyéni          |  |
| Kemény Ferenc      | 1952, Helsinki       | torna                      | férfi összetett csapat        |  |
| Keméry Pál         | 1936, Berlin         | lovaglás                   | díjlovaglás csapat            |  |
| Kenyeres József    | 1976, Montreal       | kézilabda                  | férfi torna                   |  |
| Kertész Alíz       | 1956, Melbourne      | torna                      | női felemás korlát            |  |
| Késely Ajna        | 2016, Rio de Janeiro | úszás                      | női 4 × 200 m gyors           |  |
| Késely Ajna        | 2024, Párizs         | úszás                      | női 4 × 200 m gyors           |  |
| Keszler Andrea     | 2014, Szocsi         | rövidpályás gyorskorcsolya | női 3000 méter váltó          |  |
| Killermann Klára   | 1960, Róma           | úszás                      | női 4 × 100 m vegyes          |  |
| Kis Gergő          | 2008, Peking         | úszás                      | férfi 400 m vegyesúszás       |  |
| Kis Gergő          | 2012, London         | úszás                      | férfi 400 m gyors             |  |
| Kisteleki Dóra     | 2004, Athén          | vízilabda                  | női torna                     |  |
| Klujber Katrin     | 2024, Párizs         | kézilabda                  | női torna                     |  |
| Knapek Edina       | 2000, Sydney         | vívás                      | női tőr csapat                |  |
| Kocsis Károly      | 1952, Helsinki       | torna                      | férfi összetett csapat        |  |
| Kolczonay Ernő     | 1980, Moszkva        | vívás                      | férfi tőr csapat              |  |
| Kolczonay Ernő     | 1988, Szöul          | vívás                      | férfi párbajtőr csapat        |  |
| Kónya Zsófia       | 2014, Szocsi         | rövidpályás gyorskorcsolya | női 3000 méter váltó          |  |
| Kontra Zsolt       | 1976, Montreal       | kézilabda                  | férfi torna                   |  |
| Kontsek Jolán      | 1964, Tokió          | atlétika                   | női diszkoszvetés             |  |
| Kovács Csaba       | 1960, Róma           | evezés                     | férfi kormányos négyes        |  |
| Kovács Iván        | 1996, Atlanta        | vívás                      | férfi párbajtőr csapat        |  |
| Kovács József      | 1936, Berlin         | atlétika                   | férfi 4 × 400 m váltó         |  |
| Kovács Péter       | 1976, Montreal       | kézilabda                  | férfi torna                   |  |
| Kovács Tamás       | 1972, München        | vívás                      | férfi kard egyéni             |  |
| Kovács Zoltán      | 2000, Sydney         | súlyemelés                 | férfi 94 kg                   |  |
| Kőbán Rita         | 2000, Sydney         | kajak-kenu                 | női kajak egyes 500 m         |  |
| Kökény Roland      | 2004, Athén          | kajak-kenu                 | női kajak egyes 1000 m        |  |
| Krebs Sándor       | 1956, Melbourne      | sportlövészet              | férfi kisöbű sportpuska fekvő |  |
| John-Henry Krueger | 2022, Peking         | rövidpályás gyorskorcsolya | férfi 5000 m váltó            |  |
| Kuczora Csenge     | 2024, Párizs         | kézilabda                  | női torna                     |  |
| Kulcsár Krisztián  | 1996, Atlanta        | vívás                      | férfi párbajtőr csapat        |  |
| Kuna Péter         | 1992, Barcelona      | vízilabda                  | férfi torna                   |  |
| Kun Szilárd        | 1956, Melbourne      | sportlövészet              | férfi gyorstüzelő pisztoly    |  |

## L
| Lajtos Szandra     | 2014, Szocsi  | rövidpályás gyorskorcsolya | női 3000 méter váltó   |  |
| Langhofer Klára    | 1980, Moszkva | evezés                     | női kétpárevezős       |  |
| Lantos Csaba       | 1964, Tokió   | röplabda                   | férfi torna            |  |
| Lantos Gabriella   | 2000, Sydney  | vívás                      | női tőr csapat         |  |
| Lengyel Gyula      | 1960, Róma    | evezés                     | férfi kormányos négyes |  |
| Lenkei Ferenc      | 1964, Tokió   | úszás                      | férfi 4 × 100 m vegyes |  |
| Liu Shaoang        | 2022, Peking  | rövidpályás gyorskorcsolya | férfi 5000 m váltó     |  |
| Liu Shaolin Sándor | 2022, Peking  | rövidpályás gyorskorcsolya | férfi 1500 m           |  |
| Liu Shaolin Sándor | 2022, Peking  | rövidpályás gyorskorcsolya | férfi 5000 m váltó     |  |
| Lucz Dóra          | 2020, Tokió   | kajak-kenu                 | női kajak egyes 200 m  |  |

## M
| Madarász Csilla            | 1960, Róma        | úszás     | női 4 × 100 m vegyes         |  |
| Madarász Csilla            | 1964, Tokió       | úszás     | női 100 m gyors              |  |
| Madarász Endre             | 1932, Los Angeles | atlétika  | férfi diszkoszvetés          |  |
| Magasházy László           | 1936, Berlin      | lovaglás  | díjlovaglás csapat           |  |
| Major István               | 1972, München     | atlétika  | férfi magasugrás             |  |
| Marosi Ádám                | 2020, Tokió       | öttusa    | férfi egyéni                 |  |
| Márton Anna                | 2024, Párizs      | vívás     | női kard csapat              |  |
| Márton Gréta               | 2024, Párizs      | kézilabda | női torna                    |  |
| Matura Mihály              | 1924, Párizs      | birkózás  | férfi kötöttfogás könnyűsúly |  |
| Mészáros Gábor             | 1980, Moszkva     | úszás     | férfi 4 × 100 m vegyes       |  |
| Mihályvári-Farkas Viktória | 2020, Tokió       | úszás     | női 400 m vegyes             |  |
| Mogyorósi-Klencs János     | 1952, Helsinki    | torna     | férfi összetett csapat       |  |
| Mohamed Aida               | 2000, Sydney      | vívás     | női tőr csapat               |  |
| Molnár Andrea              | 1992, Barcelona   | torna     | női összetett csapat         |  |
| Molnár Éva                 | 1980, Moszkva     | evezés    | női kormányos nélküli kettes |  |
| Molnár István              | 1964, Tokió       | röplabda  | férfi torna                  |  |
| Molnár Krisztina           | 1992, Barcelona   | torna     | női összetett csapat         |  |
| Muentán László             | 1960, Róma        | evezés    | férfi kormányos négyes       |  |
| Mutina Ágnes               | 2008, Peking      | úszás     | női 4 × 200 m gyors          |  |
| Mundin Imre                | 1912, Stockholm   | atlétika  | férfi súlylökés              |  |

## N
| Nagy Béla        | 1988, Szöul       | birkózás                   | férfi szabadfogás, 57 kg |  |
| Nagy János       | 1996, Atlanta     | ökölvívás                  | pehelysúly               |  |
| Nagy Sándor      | 1976, Montreal    | úszás                      | férfi 400 m gyors        |  |
| Nagy Sándor      | 1980, Moszkva     | úszás                      | férfi 400 m gyors        |  |
| Nemes Gábor      | 1992, Barcelona   | vízilabda                  | férfi torna              |  |
| Nemessányi Árpád | 1964, Tokió       | súlyemelés                 | férfi félnehézsúly       |  |
| Nemessányi Árpád | 1968, Mexikóváros | súlyemelés                 | férfi félnehézsúly       |  |
| Nógrádi Bence    | 2022, Peking      | rövidpályás gyorskorcsolya | férfi 5000 m váltó       |  |

## O
| Ónodi Henrietta | 1992, Barcelona | torna | női összetett csapat |  |

## P
| Pádár Nikolett   | 2024, Párizs      | úszás      | női 4 × 200 m gyors     |  |
| Pados Gusztáv    | 1936, Berlin      | lovaglás   | díjlovaglás csapat      |  |
| Pap Jenő         | 1980, Moszkva     | vívás      | férfi tőr csapat        |  |
| Papp András      | 1980, Moszkva     | vívás      | férfi tőr csapat        |  |
| Papp Nikoletta   | 2024, Párizs      | kézilabda  | női torna               |  |
| Paprika Jenő     | 1988, Szöul       | torna      | férfi összetett csapat  |  |
| Pásztor Noémi    | 2024, Párizs      | kézilabda  | női torna               |  |
| Pásztor Szabolcs | 1988, Szöul       | vívás      | férfi párbajtőr csapat  |  |
| Pataki Ferenc    | 1952, Helsinki    | torna      | férfi összetett csapat  |  |
| Pelle Anikó      | 2004, Athén       | vízilabda  | női torna               |  |
| Pelle István     | 1932, Los Angeles | torna      | férfi lóugrás           |  |
| Péter Imre       | 1992, Barcelona   | vízilabda  | férfi torna             |  |
| Petőváry Zsolt   | 1992, Barcelona   | vízilabda  | férfi torna             |  |
| Primász Ágnes    | 2004, Athén       | vízilabda  | női torna               |  |
| Prouza Ottó      | 1964, Tokió       | röplabda   | férfi torna             |  |
| Pulai Imre       | 1988, Szöul       | kajak-kenu | férfi kenu egyes 1000 m |  |
| Pusztai Liza     | 2024, Párizs      | vívás      | női kard csapat         |  |

## R
| Radvány Ödön  | 1924, Párizs    | birkózás   | férfi kötöttfogás, 62 kg  |  |
| Rajna András  | 1992, Barcelona | kajak-kenu | férfi kajak kettes 1000 m |  |
| Réti Sándor   | 1952, Helsinki  | torna      | férfi összetett csapat    |  |
| Ribényi Tibor | 1936, Berlin    | atlétika   | férfi 4 × 400 m váltó     |  |
| Rovnyai János | 1976, Montreal  | birkózás   | férfi kötöttfogás, 130 kg |  |
| Rózsa Norbert | 1992, Barcelona | úszás      | férfi 4 × 100 m vegyes    |  |

## S
| Sántha Lajos      | 1952, Helsinki  | torna         | férfi összetett csapat     |  |
| Sarusi Kis János  | 1988, Szöul     | kajak-kenu    | férfi kenu kettes 500 m    |  |
| Schmiedt Gábor    | 1992, Barcelona | vízilabda     | férfi torna                |  |
| Sellyei István    | 1976, Montreal  | birkózás      | férfi kötöttfogás, 90 kg   |  |
| Sidi Péter        | 2008, Peking    | sportlövészet | férfi légpuska             |  |
| Sidi Péter        | 2012, London    | sportlövészet | férfi sportpuska összetett |  |
| Simon Petra       | 2024, Párizs    | kézilabda     | női torna                  |  |
| Sinkó Andrea      | 1988, Szöul     | torna         | ritmikus sportgimnasztika  |  |
| Solti Attila      | 1988, Szöul     | sportlövészet | férfi futóvadlövés         |  |
| Sós Ildikó        | 2004, Athén     | vízilabda     | női torna                  |  |
| Stark András      | 1976, Montreal  | súlyemelés    | férfi váltósúly            |  |
| Steer Antal       | 1972, München   | birkózás      | férfi kötöttfogás, 68 kg   |  |
| Stefanek Gertrúd  | 1988, Szöul     | vívás         | női tőr egyéni             |  |
| Stefanovics Imre  | 1980, Moszkva   | súlyemelés    | férfi légsúly              |  |
| Stieber Mercédesz | 2004, Athén     | vízilabda     | női torna                  |  |
| Supola Zoltán     | 2000, Sydney    | torna         | férfi lólengés             |  |
| Süvöltős Mihály   | 1976, Montreal  | kézilabda     | férfi torna                |  |

## Sz
| Szabados Béla           | 1992, Barcelona  | úszás         | férfi 4 × 100 m vegyes    |  |
| Szabó István            | 1972, München    | kajak-kenu    | férfi kajak négyes 1000 m |  |
| Szabó Tünde             | 1992, Barcelona  | úszás         | női 200 m hát             |  |
| Szalay Imre             | 1928, Amszterdam | birkózás      | férfi kötöttfogás 82,5 kg |  |
| Szalma László           | 1988, Szöul      | atlétika      | férfi távolugrás          |  |
| Szarvas Gábor           | 1972, München    | súlyemelés    | férfi váltósúly           |  |
| Szegedi Károly          | 1976, Montreal   | kajak-kenu    | férfi kenu egyes 500 m    |  |
| Székely Éva             | 1952, Helsinki   | úszás         | női 400 m gyors           |  |
| Székely Zoltán          | 1988, Szöul      | vívás         | férfi párbajtőr csapat    |  |
| Szekeres Béla           | 1952, Helsinki   | kerékpározás  | férfi repülőverseny       |  |
| Szelei István           | 1980, Moszkva    | vívás         | férfi tőr csapat          |  |
| Szemerey Zsófi          | 2024, Párizs     | kézilabda     | női torna                 |  |
| Szilágyi István         | 1976, Montreal   | kézilabda     | férfi torna               |  |
| Szomjas Gusztáv         | 1924, Párizs     | sportlövészet | férfi futócéllövő csapat  |  |
| Szomjas László          | 1924, Párizs     | sportlövészet | férfi futócéllövő csapat  |  |
| Szöllősi-Schatzl Nadine | 2024, Párizs     | kézilabda     | női torna                 |  |
| Szremkó Krisztina       | 2004, Athén      | vízilabda     | női torna                 |  |
| Szűcs Luca              | 2024, Párizs     | vívás         | női kard csapat           |  |

## T
| Tábori László       | 1956, Melbourne | atlétika      | férfi 5000 m síkfutás     |  |
| Takács Elemér       | 1924, Párizs    | sportlövészet | férfi futócéllövő csapat  |  |
| Tapavicza Momcsilló | 1896, Athén     | atlétika      | férfi kétkaros súlyemelés |  |
| Tary Gizella        | 1924, Párizs    | vívás         | női tőr egyéni            |  |
| Tass Olga           | 1956, Melbourne | torna         | női felemás korlát        |  |
| Tatár Mihály        | 1964, Tokió     | röplabda      | férfi torna               |  |
| Tiba Zsuzsanna      | 2004, Athén     | vízilabda     | női torna                 |  |
| Toma Mihály         | 1980, Moszkva   | birkózás      | férfi kötöttfogás, 82 kg  |  |
| Tóth II. Andrea     | 2004, Athén     | vízilabda     | női torna                 |  |
| Tóth Balázs         | 1988, Szöul     | torna         | férfi összetett csapat    |  |
| Tóth Frank          | 1992, Barcelona | vízilabda     | férfi torna               |  |
| Tóth Imre           | 1992, Barcelona | vízilabda     | férfi torna               |  |
| Tóth Lajos          | 1952, Helsinki  | torna         | férfi összetett csapat    |  |
| Tóth László         | 1992, Barcelona | vízilabda     | férfi torna               |  |
| Tóth Péter          | 1912, Stockholm | vívás         | férfi kard egyéni         |  |
| Tüske Ferenc        | 1964, Tokió     | röplabda      | férfi torna               |  |

## U
| Ugrai Panna | 2024, Párizs | úszás | női 4 × 200 m gyors |  |

## V
| Vadas József     | 1936, Berlin         | atlétika      | férfi 4 × 400 m váltó          |  |
| Vajda Attila     | 2012, London         | kajak-kenu    | férfi kenu egyes 1000 m        |  |
| Valkai Ágnes     | 2004, Athén          | vízilabda     | női torna                      |  |
| Valkai Erzsébet  | 2004, Athén          | vízilabda     | női torna                      |  |
| Vámos Petra      | 2024, Párizs         | kézilabda     | női torna                      |  |
| Varga Béla       | 1924, Párizs         | birkózás      | férfi kötöttfogás félnehézsúly |  |
| Varga Gabriella  | 2004, Athén          | vívás         | női tőr egyéni                 |  |
| Varga István     | 1976, Montreal       | kézilabda     | férfi torna                    |  |
| Varga Zsolt      | 1992, Barcelona      | vízilabda     | férfi torna                    |  |
| Vargha Csongor   | 1972, München        | kajak-kenu    | férfi kajak négyes 1000 m      |  |
| Várhelyi Péter   | 1972, München        | kajak-kenu    | férfi kajak négyes 1000 m      |  |
| Vásárhelyi Edit  | 1952, Helsinki       | torna         | női felemás korlát             |  |
| Vaskuti István   | 1988, Szöul          | kajak-kenu    | férfi kenu kettes 500 m        |  |
| Vass Károly      | 1976, Montreal       | kézilabda     | férfi torna                    |  |
| Velez Rezső      | 1924, Párizs         | sportlövészet | férfi futócéllövő csapat       |  |
| Vereckei Ákos    | 2008, Peking         | kajak-kenu    | férfi kajak egyes 500 m        |  |
| Veröczi Gábor    | 1976, Montreal       | kézilabda     | férfi torna                    |  |
| Verrasztó Evelyn | 2008, Peking         | úszás         | női 4 × 200 m gyors            |  |
| Verrasztó Evelyn | 2016, Rio de Janeiro | úszás         | női 4 × 200 m gyors            |  |
| Verrasztó Zoltán | 1980, Moszkva        | úszás         | férfi 4 × 100 m vegyes         |  |
| Vincze Balázs    | 1992, Barcelona      | vízilabda     | férfi torna                    |  |

## W
| Wágner Pál    | 1960, Róma    | evezés | férfi kormányos négyes |  |
| Werkner Lajos | 1908, London  | vívás  | férfi kard egyéni      |  |
| Wladár Sándor | 1980, Moszkva | úszás  | férfi 4 × 100 m vegyes |  |

## Z
| Záhonyi Attila        | 1988, Szöul   | sportlövészet | férfi légpuska         |  |
| Zantleitner Krisztina | 2004, Athén   | vízilabda     | női torna              |  |
| Zubor Attila          | 1996, Atlanta | úszás         | férfi 4 × 100 m vegyes |  |

## Zs
| Zsitvai Zoltán   | 1936, Berlin | atlétika | férfi 4 × 400 m váltó |  |
| Zsivoczky Attila | 2004, Athén  | atlétika | férfi tízpróba        |  |
| Zsuffka Viktor   | 1936, Berlin | atlétika | férfi rúdugrás        |  |